# Timofey Kritskiy
Timofeï Viktorovitch Kritski - en russe : Тимофей Викторович Крицкий - et en anglais : Timofey Kritskiy, forme la plus souvent utilisée, (né le 24 janvier 1987 à Tchernenko) est un coureur cycliste russe.

## Biographie
Membre de l'équipe continentale Katyusha en 2008 et 2009, Timofey Kritskiy remporte huit courses du calendrier de l'UCI Europe Tour 2008, dont le GP Tell. Avec l'équipe de Russie, il obtient deux médailles lors des championnats d'Europe sur route espoirs : l'argent au contre-la-montre et le bronze à la course en ligne. En fin d'année, il est 17e du classement individuel de l'UCI Europe Tour, et meilleur coureur de moins de 23 ans. En 2009, il gagne six fois et finit 34e de l'UCI Europe Tour. Avec l'équipe de Russie, il est de nouveau médaillé d'argent au contre-la-montre des championnats d'Europe espoirs. En septembre, il participe au Tour de l'Avenir. Il en remporte l'étape-reine à Gérardmer en battant au sprint Romain Sicard, vainqueur final de l'épreuve, avec qui il s'est échappé. Deux jours plus tard, alors qu'il figure à la deuxième place du classement général, il chute lors de l'avant-dernière étape, disputée contre-la-montre, et souffre d'une fracture ouverte de la jambe gauche. Sa saison est alors terminée. Malgré cette chute, il intègre en 2010 l'équipe ProTour Katusha, dont l'équipe continentale Katyusha constitue la réserve. La période de convalescence suivant sa blessure l'empêche toutefois de courir en compétition avant le mois de septembre.

## Palmarès
- 2003
  -  Médaillé d'or de la course en ligne au Festival olympique de la jeunesse européenne
  -  Médaillé d'argent du contre-la-montre au Festival olympique de la jeunesse européenne
- 2004
  - Coupe du Président de la ville de Grudziądz
- 2005
  - Omloop der Vlaamse Gewesten
  -  Médaillé d'argent au championnat du monde sur route juniors
- 2007
  - Grand Prix de Bavay
- 2008
  -  Champion de Russie du contre-la-montre espoirs
  - 3e étape des Trois Jours de Vaucluse
  - Vienne Classic espoirs
  - Boucle de l'Artois :
    - Classement général
    - 3e étape

  - Mémorial Oleg Dyachenko
  - Mayor Cup
  - 4e étape du Tour Alsace
  - Grand Prix Guillaume Tell :
    - Classement général
    - 1re étape

  - 2e du championnat de Russie du contre-la-montre
  -  Médaillé d'argent du championnat d'Europe du contre-la-montre espoirs
  - 2e du Grand Prix de Moscou
  -  Médaillé de bronze du championnat d'Europe sur route espoirs
  - 3e du Trophée des Châteaux aux Milandes
- 2009
  -  Champion de Russie du contre-la-montre espoirs
  - Côte picarde
  - 6e étape du Tour de Bretagne (contre-la-montre)
  - Cinq anneaux de Moscou :
    - Classement général
    - Prologue

  - 2e étape de la Mi-août bretonne
  - 6e étape du Tour de l'Avenir
  - 2e du Tour de Bretagne
  -  Médaillé d'argent du championnat d'Europe du contre-la-montre espoirs
  - 3e de la Vienne Classic espoirs
- 2011
  - 3e et 7e étapes du Tour de Bulgarie
- 2013
  - 3e étape du Tour des Fjords (contre la montre par équipes)
- 2014
  - 1re étape du Grand Prix Udmurtskaya Pravda (contre-la-montre)
  - 7e étape du Tour du lac Qinghai
  - 7e étape du Tour du Costa Rica
- 2015
  - 2e de Maykop-Ulyap-Maykop

## Classements mondiaux
| Année            | 2007 | 2008 | 2009 | 2010 | 2011 | 2012 | 2013 | 2014 |
| ---------------- | ---- | ---- | ---- | ---- | ---- | ---- | ---- | ---- |
| UCI Africa Tour  |      |      |      |      |      |      |      | 169e |
| UCI America Tour |      |      |      |      |      |      |      | 244e |
| UCI Europe Tour  | 553e | 17e  | 34e  |      | 452e |      |      | 447e |